# Soham El Wardini
Soham El Wardini (sinh năm 1953) là một chính trị gia người người Senegal và thị trưởng của Dakar, Senegal. Bà là người phụ nữ đầu tiên làm thị trưởng của Dakar sau độc lập và là phó thị trưởng đầu tiên của thành phố.

## Tiểu sử
Wardini sinh năm 1953 tại cộng đồng nông thôn Latmingué, Vùng Kaolack, Sénégal. Bà và 10 anh chị em của mình được sinh ra từ một người mẹ gốc Senen và cha người Lebanon. Sau cái chết của cha bà, gia đình bà chuyển đến thành phố Kaolack, nơi bà học trung học. Bà học chuyên ngành tiếng Anh tại Đại học Cheikh Anta Diop (sau đó là Đại học Dakar) và giảng dạy tại nhiều trường cao đẳng khác nhau.
Wardini đã giành danh hiệu Hoa hậu Sénégal và Hoa hậu Senegambia năm 1970.

## Sự nghiệp
Năm 1999, Wardini gia nhập Liên minh các lực lượng tiến bộ. Sau khi chia tách AFP năm 2012, bà gia nhập thị trưởng của Dakar, phe của Khalifa Sall  và trở thành phó của ông năm 2014 - phó thị trưởng đầu tiên và duy nhất trong lịch sử thành phố. Vào tháng 3 năm 2017, Khalifa Sall đã bị kết án năm năm vì tội biển thủ CFA trong quỹ công. Wardini được bầu làm thị trưởng cho đến tháng 8 năm 2017, khi tổng thống Macky Sall sa thải Khalifa Sall trong một sắc lệnh của tổng thống.
Vào tháng 9 năm 2018, Wardini đã ứng cử thị trưởng của Dakar và được bầu với đa số phiếu trong hội đồng thành phố với 64 phiếu. bà đã chiến thắng ứng cử viên Banda Diop với 13 phiếu và Moussa Sy với 11 phiếu. Wardini trở thành người phụ nữ đầu tiên làm thị trưởng của Dakar, hậu độc lập.
Vào ngày 8 tháng 10 năm 2018, Phiên IOC lần thứ 133 đã bỏ phiếu nhất trí cho Dakar đăng cai Thế vận hội Trẻ Mùa hè 2022, các trò chơi Olympic đầu tiên được tổ chức ở Châu Phi. Trong lễ bế mạc Thế vận hội Trẻ Mùa hè 2018, thị trưởng thành phố Buenos Aires Horacio Rodríguez Larreta và chủ tịch IOC Thomas Bach đã trao cờ Olympic cho Wardini.
Soham El Wardini sẽ không thể tham gia tranh cử trong cuộc bầu cử địa phương tiếp theo.